# Broomhill Hyndland Parish Church

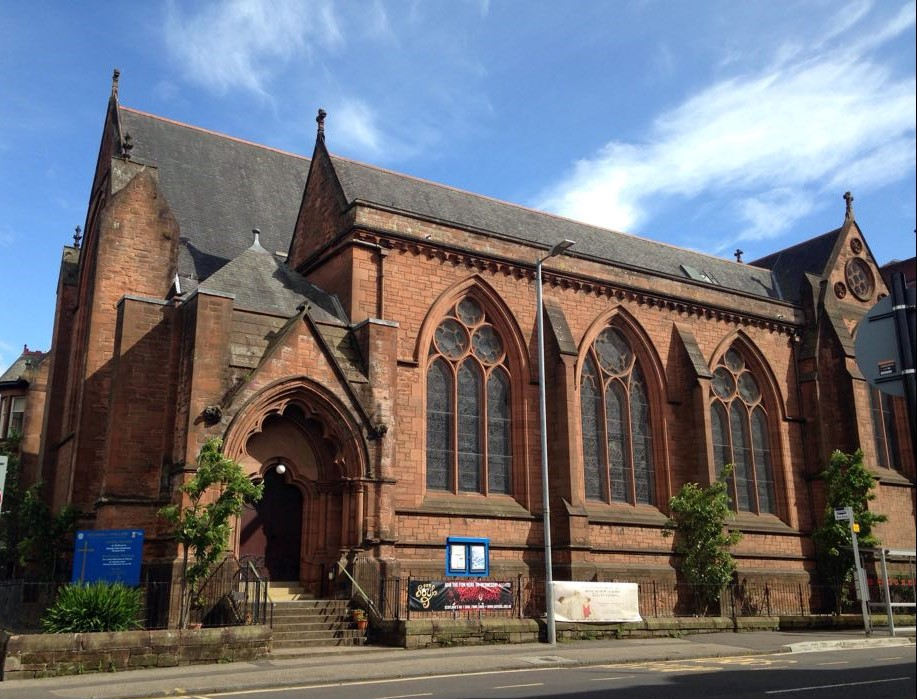
Broomhill Hyndland Parish Church

Die Broomhill Hyndland Parish Church ist ein Kirchengebäude der presbyterianischen Church of Scotland in der schottischen Stadt Glasgow. 1970 wurde das Bauwerk in die schottischen Denkmallisten in der höchsten Denkmalkategorie A aufgenommen.

## Geschichte
Der Kirchenbau nach einem Entwurf des schottischen Architekten William Leiper wurde zwischen 1885 und 1887 ausgeführt. Es handelt sich um Leipers ersten Auftrag für die Church of Scotland. Die Gesamtkosten beliefen sich auf 11.000 £. Die Bleiglasfenster wurden von verschiedenen Künstlern gestaltet. Die im Jahre 1921 eingesetzten Bleiglasfenster stammen von Douglas Strachan. Es folgten Fenster von Douglas Hamilton um 1940, von Gordon Webster um 1960 und von Sax Shaw 1969. Henry Willis baute die Orgel.

## Beschreibung
Die Broomhill Hyndland Parish Church befindet sich an der Hydland Road im Glasgower Westen. Nur etwa 100 m nördlich steht die St Brides Episcopal Church. Die dreischiffige Kreuzkirche ist im Stile der Neogotik ausgestaltet. Ihr Mauerwerk besteht aus bossierten Steinquadern mit Details aus poliertem Naturstein. Der Eingangsbereich befindet sich seitlich an der Nordwestecke. Ursprünglich war der Bauteil als Fortsetzung des Seitenschiffs als Glockenturm geplant. Dieser wurde jedoch nicht ausgeführt, sodass oberhalb des aufwändig ornamentierten Portals ein Pyramidendach aufsitzt. Das drei Achsen weite Langhaus ist mit Spitzbogenfenstern mit Maßwerken gestaltet. Spitzbögige Verdachungen rahmen ihre profilierten Laibungen.